# Episinus marignaci
Episinus marignaci là một loài nhện trong họ Theridiidae.
Loài này thuộc chi Episinus. Episinus marignaci được Roger de Lessert miêu tả năm 1933.